# Неизменяемый объект
В программировании неизменяемым (англ. immutable) называется объект, состояние которого не может быть изменено после создания.
В функциональном программировании все (в случае чистых языков) или почти все (в случае «нечистых» — англ. impure — языков) данные в программе, как локальные, так и глобальные, являются неизменяемыми. С одной стороны, это существенно повышает стабильность программ за счёт упрощения формальной верификации программ. С другой, это затрудняет решение ряда задач (из которых наиболее часто отмечается задача реализации интерфейса пользователя, который в своей сути представляет собой изменяемое состояние), что вынуждает усложнять системы типов языка — например, монадами или уникальными типами.
В объектно-ориентированном программировании неизменяемые объекты создаются посредством соответствующего шаблона проектирования.
Неизменяемые объекты интересны, например, тем, что потоко-безопасны.

## Виды неизменяемых объектов
Объект может быть неизменяемым как полностью, так и частично. Например, применение директивы const к какому-либо члену класса в C++ делает объект частично неизменяемым. В некоторых случаях объект считается неизменяемым с точки зрения пользователя класса, даже если изменяются его внутренние поля. Как правило, неизменяемый объект получает все внутренние значения во время инициализации, либо значения устанавливаются в несколько этапов, но до того, как объект будет использован.